# River (Film)
River ist ein australischer Dokumentarfilm von Jennifer Peedom und Joseph Nizeti aus dem Jahr 2021 über die Beziehung von Menschen und Flüssen. Er erschien in Deutschland am 21. April 2022.

## Handlung
Der Film zeigt viele Luftbildaufnahmen, die Flüsse majestätisch wirken lassen. Zugleich wird nicht nur die Natur um die Flüsse, sondern auch die Menschen am und auf dem Fluss gezeigt. Im Zeitraffer werden Phänomene der Wolkenbildung oder Regen gezeigt. Auch sind Landschaften zu sehen, in denen der Fluss ausgetrocknet oder stark vermüllt ist. Zuletzt geht es auch um die Verantwortung des Menschen, diesen Teil der Natur zu erhalten.

## Rezeption
Nach Gabriele Schoder zeigt der Film „eine konzertierte Aktion, die den Fluss inszeniert“.
Nach Bianka Piringer dürfte es „dem sorgfältig gestalteten Film [...] gelingen, die Naturverbundenheit des Publikums ein Stück weit zu stärken und zu nähren. Unvergesslich aber bleibt dabei vor allem der wohltuende Klang der Worte, die Willem Dafoe spricht.“

## Auszeichnungen (Auswahl)
- 2021: Sydney-Film-Festival-Nominierung für Sustainable Future Award
- 2022: Australian-Screen-Editors-Nominierung für Bester Schnitt in einem Dokumentarfilm